# Istocheta brevinychia
Istocheta brevinychia är en tvåvingeart som beskrevs av Zhao och Zhou 1993. Istocheta brevinychia ingår i släktet Istocheta och familjen parasitflugor.
Artens utbredningsområde är Yunnan (Kina). Inga underarter finns listade i Catalogue of Life.